# حسن ریاحی
حسن ریاحی (زادهٔ ۲۲ بهمن ۱۳۲۳) چهره ماندگار موسیقی، آهنگساز ایرانی، رئیس هیئت داوران جشنواره موسیقی فجر، مدیر سابق مرکز موسیقی سازمان صدا و سیما و مدیر گروه موسیقی دانشکده هنر و معماری دانشگاه آزاد اسلامی است.
موسیقی سرود ملی فعلی ایران از آثار او است.

## زندگی هنری
حسن ریاحی در ۲۲ بهمن سال ۱۳۲۳ در خانواده‌ای اهل هنر در تهران متولد شد. او از کودکی نزد پدر فراگیری پیانو را آغاز کرد و در سن ۱۲ سالگی وارد هنرستان موسیقی شد و با ساز تخصصی ویلن فارغ‌التحصیل گردید. وی پس از مدتی کار اجرایی در دانشگاه شیراز، جهت تکمیل تحصیلات به آمریکا رفت. در سال ۱۳۵۶ کارشناسی ارشد موسیقی را از دانشگاه تمپل و کمبز فیلادلفیای آمریکا دریافت کرد و در سال ۱۳۶۱ موفق به دریافت مدرک دکترای موسیقی از همان دانشگاه گردید.
وی پس از بازگشت به ایران در واحد موسیقی سازمان صدا و سیما مشغول به کار شد و هم‌اکنون مدیر گروه موسیقی دانشکده هنر و معماری دانشگاه آزاد است.
سرود ملی فعلی ایران از ساخته‌های او است که چند سال بعد، انتقاداتی در مورد کپی برداری وی از سرود ملی کره جنوبی در تدوین سرود ملی ایران در دوران جمهوری اسلامی مطرح شد.
حسن ریاحی آلبومی با نام «بوی بهار» نیز دارد که در آن آهنگهایی چون «بوی بهار» (آب زنید راه را…)،(میلاد - باصدای حسین سرشار) مدرس و … به چشم می‌خورد.

## سوابق اجرایی
از جمله سوابق اجرایی حسن ریاحی می‌توان به موارد زیر اشاره نمود:
- معاون و مدیر هنری تالار رودکی (وحدت)
- رئیس هنرستان آواز رودکی
- عضو هیئت علمی دانشگاه آزاد اسلامی تهران مرکزی
- مدیر پژوهش هنر دانشکده هنر و معماری
- سر دبیر مجله موسیقی (دوره سوم)
- مدیر کل مرکز موسیقی صدا و سیما
- ریاست گروه موسیقی دانشکده صدا و سیما
- ریاست انجمن آهنگسازان جوان صدا و سیما
- مدیر دفتر تحقیقات مرکز موسیقی صدا و سیما

## هیات تحریریه
- عضویت در هیات تحریریه فصلنامه علمی تخصصی جستارنامه فرهنگ و هنر اسلامی[۶]

## افتخارات
از جمله افتخارات حسن ریاحی می‌توان به موارد زیر اشاره نمود:
- چهره ماندگار سال ۱۳۸۳
- استاد نمونه منطقه ۸ دانشگاه آزاد اسلامی
- استاد نمونه دانشگاه سوره تهران
- بزرگداشت در خانه هنرمندان ایران (۱۷ شهریور ۱۳۹۰)